# Закарпатский областной украинский музыкально-драматический театр
Закарпатский областной украинский музыкально-драматический театр (укр. Закарпатський обласний державний український музично-драматичний театр) — театр в Ужгороде, располагающийся по адресу: улица Ивана Чендея, 12. Основан в 1945 году.

## История
Постановление Совета народных комиссаров Закарпатской Украины о создании театра было принято 12 ноября 1945. Театр начал работу 1 января 1946 года, 7 ноября 1946 был показан первый спектакль, им стал «Под каштанами Праги» К. Симонова.
Согласно решению № 224 четвёртой сессии VІ созыва Закарпатского областного совета от 26.05.2011 года театру присвоено имя основателей закарпатского театра братьев Юрия Августина и Евгения Шерегиев.
В театре, более чем за 65 лет его существования было поставлено несколько сотен спектаклей по пьесам украинских, русских и мировых классиков. Ставились спектакли и по пьесам Закарпатских авторов, такие как: «Верховино, мира те наш» — М. Тевелева, «Жменяк» — М. Томчания, «Колдунья синих гор» — В. Сычевского, «Вернигоры» — В. Вовчка, «Николай Шугай» — И. Стецюры, «Голос великой реки» — Д. Кешели, «Наводнение» — Ф. Потушняка, «Закарпатское свадьба» — В. Руснака, «Эго» — Ю. Чори, «Покаяние» — А. Духновича

## Режиссёры
- народный артист УССР Магар, Владимир Герасимович (1945—1947)
- заслуженный артист УССР Игнат Игнатович (1947—1948, 1953, 1960—1963)
- заслуженный артист УССР Григорий Воловик (1948—1953)
- заслуженный артист УССР Виталий Авраменко (uk:Авраменко Віталій Григорович) (1954—1959)
- Михаил Терещенко (1953—1956)
- Лесь Гриб (1967)
- Иван Марушко (1963, 1965, 1997)
- народный артист УССР Ярослав Геляс (1974—1985)
- заслуженный артист УССР Юрий Горуля (1985—1988)
- народный артист Украины Станислав Моисеев (1988—1991)
- народный артист РФ Юрий Фекета (1992—1994)
- Валентин Ивченко(1960—1963)
- Михаил Куренной (1968—1971)
- Александр Саркисьянц (с 1981 года)
- народный артист УССР Анатолий Филиппов(с 1997 года).

## Художники
- народный художник УССР Фёдор Манайло(1945—1946)
- Сергей Шамето(1947—1950)
- Павел Борисов (1950—1951)
- Николай Манджуло (1951—1980)
- народный художник УССР Андрей Коцка (1955)
- Валентина Франковская(1950—1982)
- Анатолий Пеньковский (1980—1982)
- Игорь Панейко(1984—1987)
- Сергей Маслов(1988—1995)
- Виктория Гресь(1989—1995)
- Вера Степчук (с 1983 г.)
- Людмила Белая (с 2007 г.)
- заслуженный деятель искусств Украины Эмма Зайцева (с 1998 г.)

## Музыканты
Дирижёры театра:
- Евгений Шерегий (1946—1965)
- заслуженный артист Украинской ССР Дмитрий Белаус
- Татьяна Бабець(с 1993 года).

## Актёры
Заслуженные артисты Украинской ССР, работавшие в театре: В. Аведиков, М. Пильцер, В. Виноградов, М. Билецкий, К. Маринченко, Галина Ушенко, Андрей Ратмиров (uk:Ратмиров Андрій Юхимович), Андрей Вертелецкий, Виктор Костюков, Анатолий Дудка (1972—1974); артисты — В. Бидяк, Н. Лагодина, А. Филонович, М. Хмара, П. Ласточка, П. Гоца, М. Сочка, В. и Г. Левкулич, И. Чуенко, А. Копытина.

## Современная труппа театра
Народные артисты Украины
- Мария Харченко
- Анатолий Филиппов
- Лариса Билак

Заслуженный артист Украины
- Людмила Иванова
- Майя Геляс
- Ярослав Мелець
- Василий Шершун
- Степан Баробаш
- Наталия Засухина

Заслуженный деятель искусств Украины
- Зайцева, Эмма Ивановна

Заслуженный работник культуры Украины
- Василь Кобаль

Лауреаты областной театральной премии им. братьев Шерегиев — Татьяна Бабець, Олександр Саркесьянц, Людмила Котик, Натаоия Засухина, Михаил Фищенко, Василина Грицак, Олександр Мавриц, Наталия Токар, Юрый Мочарко, Клара Берец, Тарас Гамага, Людмила Белая.

## Директора
- Андрей Черкаский (1946)
- Валентин Компаниець (1946—1947)
- Темофей Висящий (1948—1949)
- Николай Букаев (1949—1950)
- Аго Армандарян (1950—1959)
- Николай Манджуло (1959—1960)
- Илья Фридманский (1960—1962)
- Иван Дудинець (1962—1964)
- Владимир Виноградов (1965—1966)
- Йозеф Луцкер (1967—1969)
- заслуженный работник культуры Украинской ССР Василий Руснак (1970—1990)
- заслуженный работник культуры Украины Иван Билак (1991—2003)
- Зоряна Зиновьева (2003—2005)
- Антатолий Рошко (2005—2007)
- Антатолий Кримусь (2007—2009)
- Олег Зайцев (2009—2010)
- Любовь Оленчук (2010—2014)